# MadeinTYO
Малком Джамаал Дэвис (англ. Malcolm Jamaal Davis; род. 12 апреля 1992, Гонолулу, Гаваи, США), больше известен как MadeinTYO (произносится как Made in Tokyo) — американский рэпер. В 2016 году он выпустил дебютный микстейп You Are Forgiven. Его дебютный студийный альбом Sincerely, Tokyo был выпущен в октябре 2018 года.

## Раняя жизнь
Малком Джамаал Дэвис родился 12 апреля 1992 года в Гонолулу, Гавайи. Он переезжал в Калифорнию и Техас. Когда Малком был подростком он переехал в Йокосуку, Канагаву и окончил там среднюю школу. Дэвис начал заниматься музыкой, из-за его кузины.
Позже он переехал в Атланту вместе с его старшим братом, рэпером Робертом «24hrs» Дэвисом.

## Карьера
MadeinTYO выпустили свой дебютный сингл под названием «Uber Everywhere» 26 февраля 2016 года.  Песня достигла своего пика под номером 51 на Billboard Hot 100 и номером 10 на городском радио.  Официальный ремикс на песню сделал американский рэпер Трэвис Скотт. В итоге сингл был сертифицирован двойной платиной американской ассоциацией звукозаписывающей индустрии (RIAA). Его последующие синглы «I Want» (при участии 2 Chainz) и «Skateboard P» были сертифицированы RIAA, как золотой и платиновый.
В апреле 2016 года состоялась премьера дебютного микстейпа MadeinTYO You Forgiven. Он был выпущен на iTunes в августе 2016 года. По данным Business Insider, MadeinTYO вошёл в пятёрку самых популярных новых исполнителей 2016 года на Spotify.
В 2017 году MadeinTYO был выбран в список фрешменов того года по мнению журнал XXL.
1 июня 2018 года MadeinTYO выпустил сингл «Ned Flanders» при участием рэпера ASAP Ferg. 26 октября 2018 года он выпустил дебютный студийный альбом Sincerely, Tokyo.
30 октября 2020 года вышел второй студийный альбом Never Forgotten. 10 декабря 2021 года был выпущен совместный с UnoTheActivist микстейп Yokohama.

## Личная жизнь
Дэвис начал встречаться с филадельфийской художницей Distortedd (настоящее имя Anhia Santana) в конце 2015 года. Пара объявила, что ждёт в июне 2016 года сына в социальных сетях.  Их сын родился 29 января 2017 года. Пара также объявила, что была помолвлена 14 февраля 2017 года. Однако из-за осложнений в их отношениях помолвка была позднее отменена. Дэвис в настоящее время живёт в Лос-Анджелесе, штат Калифорния, со своим сыном.

## Дискография
Студийные альбомы
- Sincerely, Tokyo (2018)
- Never Forgotten (2020)